# 룬스케이프

룬스케이프의 서버 위치
룬스케이프
룬스케이프 및 룬스케이프 독일
룬스케이프 및 룬스케이프 브라질 포르투갈
룬스케이프 프랑스

《룬스케이프》(RuneScape)는 2001년 1월 앤드루 가워(Andrew Gower)와 폴 가워가 출시한 판타지 대규모 다중 사용자 온라인 롤플레잉 게임 (MMORPG)으로 자스(Jagex) 게임즈 스튜디오가 개발, 출판하였다. 자바 기반의 클라이언트 측에서 제공되는 그래픽 웹 게임으로, 3차원 렌더링도 포함하고 있다. 이 게임은 156,000,000개 이상의 등록 계정 가운데 약 1천만 개의 활동적인 계정들을 보유하고 있으며 기네스 세계 기록에 세계에서 가장 유명한 무료 MMORPG로 기록되었다.